# Gentianella violacea
Gentianella violacea är en gentianaväxtart som först beskrevs av David Don och George Don jr, och fick sitt nu gällande namn av Fabris. Gentianella violacea ingår i släktet gentianellor, och familjen gentianaväxter. Inga underarter finns listade i Catalogue of Life.